# Zubier Kumiechow
Zubier Dokszukowicz Kumiechow (ros. Зубер Докшукович Кумехов, ur. 18 kwietnia?/1 maja 1910 we wsi Lesken-2 w obwodzie terskim, zm. 1988) – radziecki polityk.

## Życiorys
Od 1927 do 1932 uczył się w technikum pedagogicznym, w 1932 został członkiem WKP(b), 1932-1933 kierował urwanskim rejonowym oddziałem edukacji narodowej w Kabardo-Bałkarskim Obwodzie Autonomicznym. W 1933 był przewodniczącym kołchozu im. Mołotowa, 1933-1935 redaktorem gazety Wydziału Politycznego Urwanskiej Stacji Maszynowo-Traktorowej w Kabardo-Bałkarskim Obwodzie Autonomicznym, 1935-1936 ponownie kierował urwanskim rejonowym oddziałem edukacji narodowej, a 1936-1937 kierował gabinetem partyjnym urwanskiego rejonowego komitetu WKP(b). W 1938 był sekretarzem leskenskiego rejonowego komitetu WKP(b), od 1938 do grudnia 1939 kierownikiem Wydziału Rolnego Kabardo-Bałkarskiego Komitetu Obwodowego WKP(b), a od grudnia 1939 do 10 kwietnia 1944 I sekretarzem Kabardo-Bałkarskiego Komitetu Obwodowego WKP(b). Podczas wojny z Niemcami był przewodniczącym Nalczyckiego Komitetu Obrony i członkiem Rady Wojennej 37 Armii, w kwietniu 1944 został przewodniczącym Rady Komisarzy Ludowych Kabardyjskiej ASRR, 1944-1946 był dyrektorem sowchozu nr 1 w obwodzie rostowskim. W 1947 był wiceministrem przemysłu lokalnego Kabardyjskiej ASRR, 1947-1953 zastępcą pełnomocnika Ministerstwa Zapasów ZSRR na Kabardyjską ASRR, 1953-1956 zarządcą biura trustu, a 1956-1957 wiceministrem gospodarki rolnej Kabardyjskiej/Kabardyno-Bałkarskiej ASRR. Później do 1960 był zastępcą szefa, a 1960-1963 szefem jednego z wydziałów Sownarchozu Kabardyno-Bałkarskiego Ekonomicznego Rejonu Administracyjnego, potem dyrektorem kombinatu zbożowego w Nalczyku. Był odznaczony Orderem Czerwonej Gwiazdy.